# Resolución 339 del Consejo de Seguridad de las Naciones Unidas
La Resolución 339 del Consejo de Seguridad de las Naciones Unidas fue adoptada el 23 de octubre de 1973 con el fin de aportar un alto el fuego en la guerra de Yom Kipur, luego del fracaso de la Resolución 338.
La resolución reafirmó principalmente los términos establecidos en la Resolución 338 (que se basaron en la resolución 242), volviendo a las fuerzas de ambos lados de nuevo a la posición que tenían cuando el alto el fuego de la resolución 338 entró en vigor. También allí el Secretario General de las Naciones Unidas solicita llevar a cabo las medidas hacia la colocación de observadores para supervisar el alto el fuego.
La resolución fue adoptada con 14 votos. La República Popular de China no participó en la votación.